# 羅林斯 (喬治亞州)
羅林斯（英語：Rollins）是位於美國喬治亞州保爾丁縣的一個非建制地區。該地的面積和人口皆未知。

## 地理
羅林斯的座標為33°51′57″N 84°54′08″W / 33.86583°N 84.90222°W，而該地的平均海拔高度為320米（即1050英尺）。